# Конаков, Порфирий Петрович
Порфи́рий Петро́вич Конако́в (1878 год — 7 августа 1906 года) — рабочий-революционер.

## Жизнь
Родился в деревне Анциферово Богородского уезда Московской губернии в 1878 году (точная дата неизвестна, предположительно, в промежутке между серединой августа и началом ноября). Вскоре семья переехала в село Кузнецово Корчевского уезда Тверской губернии.
В 1890 году, после окончания четырёхлетнего курса учёбы в школе, начал работать в живописном цехе Тверской фарфоро-фаянсовой фабрики, откуда спустя пять лет был уволен. После этого Порфирий Конаков переехал в Ригу.
В июле 1906 года принял активное участие в Кронштадтском восстании солдат и матросов, руководил захватом форта «Константин», за что по приговору суда был расстрелян 7 августа 1906 года.

## Память
В его честь в 1930 году было переименовано село Кузнецово (ныне город Конаково), где он жил некоторое время. В 1982 году на привокзальной площади Конакова ему был открыт памятник